# Australian Men's Hardcourt Championships 1998 - Qualificazioni singolare
Le qualificazioni del singolare  dell'Australian Men's Hardcourt Championships 1998 sono state un torneo di tennis preliminare per accedere alla fase finale della manifestazione. I vincitori dell'ultimo turno sono entrati di diritto nel tabellone principale. In caso di ritiro di uno o più giocatori aventi diritto a questi sono subentrati i lucky loser, ossia i giocatori che hanno perso nell'ultimo turno ma che avevano una classifica più alta rispetto agli altri partecipanti che avevano comunque perso nel turno finale.
Le qualificazioni del torneo Australian Men's Hardcourt Championships 1998 prevedevano 32 partecipanti di cui 4 sono entrati nel tabellone principale.

## Teste di serie
1. Mikael Tillström (ultimo turno)
2. David Prinosil (primo turno)
3. Marcello Craca (primo turno)
4. Nicolas Escudé (Qualificato)

1. Arnaud Clément (primo turno)
2. Wayne Black (primo turno)
3. Jens Knippschild (Qualificato)
4. Marcos Ondruska (primo turno)

## Qualificati
1. Jérôme Golmard
2. Jens Knippschild

1. Dirk Dier
2. Nicolas Escudé

## Tabellone

### Legenda
| - Q = Qualificato - WC = Wild card - LL = Lucky loser | - ALT = Alternate - SE = Special Exempt - PR = Protected Ranking | - w/o = Walkover - r = Ritirato - d = Squalificato |

### Sezione 1
|  | Primo turno     | Primo turno            | Primo turno      | Primo turno | Primo turno |  |  | Secondo turno          | Secondo turno          | Secondo turno          | Secondo turno  | Secondo turno  |   |   | Ultimo turno | Ultimo turno     | Ultimo turno     | Ultimo turno | Ultimo turno |  |
|  |                 |                        |                  |             |             |  |  |                        |                        |                        |                |                |   |   |              |                  |                  |              |              |  |
|  | 1               | Mikael Tillström       | Mikael Tillström | 7           | 6           |  |  |                        |                        |                        |                |                |   |   |              |                  |                  |              |              |  |
|  |                 | Michael Tebbutt        | Michael Tebbutt  | 6           | 3           |  |  | 1                      | Mikael Tillström       | Mikael Tillström       | 6              | 7              |   |   |              |                  |                  |              |              |  |
|  | Ben Ellwood     | Ben Ellwood            | 6                | 4           | 6           |  |  |                        | Ben Ellwood            | Ben Ellwood            | 4              | 6              |   |   |              |                  |                  |              |              |  |
|  | Attila Sávolt   | Attila Sávolt          | 4                | 6           | 2           |  |  |                        |                        |                        |                |                |   |   | 1            | Mikael Tillström | Mikael Tillström | 2            | 2            |  |
|  | Jérôme Golmard  | Jérôme Golmard         | 6                | 2           | 6           |  |  |                        |                        |                        | Jérôme Golmard | Jérôme Golmard | 6 | 6 |              |                  |                  |              |              |  |
|  | Christian Vinck | Christian Vinck        | 1                | 6           | 2           |  |  | Jérôme Golmard         | Jérôme Golmard         | Jérôme Golmard         | 6              | 6              |   |   |              |                  |                  |              |              |  |
|  |                 | Jean-François Bachelot | 6                | 3           | 6           |  |  | Jean-François Bachelot | Jean-François Bachelot | Jean-François Bachelot | 3              | 3              |   |   |              |                  |                  |              |              |  |
|  | 8               | Marcos Ondruska        | 4                | 6           | 4           |  |  |                        |                        |                        |                |                |   |   |              |                  |                  |              |              |  |

### Sezione 2
|  | Primo turno        | Primo turno           | Primo turno    | Primo turno | Primo turno |  |  | Secondo turno | Secondo turno    | Secondo turno | Secondo turno    | Secondo turno    |   |   | Ultimo turno | Ultimo turno  | Ultimo turno  | Ultimo turno | Ultimo turno |  |
|  |                    |                       |                |             |             |  |  |               |                  |               |                  |                  |   |   |              |               |               |              |              |  |
|  |                    | David Wheaton         | David Wheaton  | 6           | 6           |  |  |               |                  |               |                  |                  |   |   |              |               |               |              |              |  |
|  | 2                  | David Prinosil        | David Prinosil | 4           | 0           |  |  | David Wheaton | David Wheaton    | 5             | 6                | 6                |   |   |              |               |               |              |              |  |
|  | Grant Doyle        | Grant Doyle           | 1              | 6           | 6           |  |  | Grant Doyle   | Grant Doyle      | 7             | 0                | 4                |   |   |              |               |               |              |              |  |
|  | Sébastien Grosjean | Sébastien Grosjean    | 6              | 4           | 3           |  |  |               |                  |               |                  |                  |   |   |              | David Wheaton | David Wheaton | 4            | 6            |  |
|  | Dejan Petrović     | Dejan Petrović        | 7              | 3           | 6           |  |  |               |                  | 7             | Jens Knippschild | Jens Knippschild | 6 | 7 |              |               |               |              |              |  |
|  | Régis Lavergne     | Régis Lavergne        | 5              | 6           | 1           |  |  |               | Dejan Petrović   | 6             | 3                | 2                |   |   |              |               |               |              |              |  |
|  | 7                  | Jens Knippschild      | 6              | 5           | 6           |  |  | 7             | Jens Knippschild | 3             | 6                | 6                |   |   |              |               |               |              |              |  |
|  |                    | Jean-Baptiste Perlant | 4              | 7           | 2           |  |  |               |                  |               |                  |                  |   |   |              |               |               |              |              |  |

### Sezione 3
|  | Primo turno        | Primo turno        | Primo turno        | Primo turno | Primo turno |  |  | Secondo turno | Secondo turno | Secondo turno | Secondo turno | Secondo turno |   |   | Ultimo turno | Ultimo turno | Ultimo turno | Ultimo turno | Ultimo turno |  |
|  |                    |                    |                    |             |             |  |  |               |               |               |               |               |   |   |              |              |              |              |              |  |
|  |                    | Dirk Dier          | 7                  | 5           | 6           |  |  |               |               |               |               |               |   |   |              |              |              |              |              |  |
|  | 3                  | Marcello Craca     | 5                  | 7           | 4           |  |  | Dirk Dier     | Dirk Dier     | 7             | 3             | 6             |   |   |              |              |              |              |              |  |
|  | Nicklas Kulti      | Nicklas Kulti      | Nicklas Kulti      | 6           | 7           |  |  | Nicklas Kulti | Nicklas Kulti | 5             | 6             | 4             |   |   |              |              |              |              |              |  |
|  | Glenn Weiner       | Glenn Weiner       | Glenn Weiner       | 2           | 6           |  |  |               |               |               |               |               |   |   | Dirk Dier    | Dirk Dier    | Dirk Dier    | 6            | 6            |  |
|  | Michael Sell       | Michael Sell       | Michael Sell       | 6           | 6           |  |  |               |               | Luke Smith    | Luke Smith    | Luke Smith    | 2 | 3 |              |              |              |              |              |  |
|  | Steven Randjelovic | Steven Randjelovic | Steven Randjelovic | 2           | 2           |  |  | Michael Sell  | Michael Sell  | 6             | 5             | 4             |   |   |              |              |              |              |              |  |
|  |                    | Luke Smith         | 4                  | 6           | 6           |  |  | Luke Smith    | Luke Smith    | 4             | 7             | 6             |   |   |              |              |              |              |              |  |
|  | 5                  | Arnaud Clément     | 6                  | 4           | 2           |  |  |               |               |               |               |               |   |   |              |              |              |              |              |  |

### Sezione 4
|  | Primo turno       | Primo turno         | Primo turno       | Primo turno       | Primo turno |  |  | Secondo turno       | Secondo turno       | Secondo turno  | Secondo turno       | Secondo turno       |   |   | Ultimo turno | Ultimo turno   | Ultimo turno   | Ultimo turno | Ultimo turno |  |
|  |                   |                     |                   |                   |             |  |  |                     |                     |                |                     |                     |   |   |              |                |                |              |              |  |
|  | 4                 | Nicolas Escudé      | Nicolas Escudé    | 6                 | 7           |  |  |                     |                     |                |                     |                     |   |   |              |                |                |              |              |  |
|  |                   | Danny Sapsford      | Danny Sapsford    | 4                 | 6           |  |  | 4                   | Nicolas Escudé      | Nicolas Escudé | 6                   | 7                   |   |   |              |                |                |              |              |  |
|  | Gérard Solvès     | Gérard Solvès       | Gérard Solvès     | Gérard Solvès     | 7           |  |  |                     | Gérard Solvès       | Gérard Solvès  | 2                   | 6                   |   |   |              |                |                |              |              |  |
|  | Allen Belobrajdic | Allen Belobrajdic   | Allen Belobrajdic | Allen Belobrajdic | 5r          |  |  |                     |                     |                |                     |                     |   |   | 4            | Nicolas Escudé | Nicolas Escudé | 7            | 6            |  |
|  | Todd Larkham      | Todd Larkham        | Todd Larkham      | 6                 | 6           |  |  |                     |                     |                | Jan-Michael Gambill | Jan-Michael Gambill | 6 | 3 |              |                |                |              |              |  |
|  | Peter Tramacchi   | Peter Tramacchi     | Peter Tramacchi   | 4                 | 4           |  |  | Todd Larkham        | Todd Larkham        | 3              | 6                   | 4                   |   |   |              |                |                |              |              |  |
|  |                   | Jan-Michael Gambill | 2                 | 6                 | 6           |  |  | Jan-Michael Gambill | Jan-Michael Gambill | 6              | 3                   | 6                   |   |   |              |                |                |              |              |  |
|  | 6                 | Wayne Black         | 6                 | 3                 | 4           |  |  |                     |                     |                |                     |                     |   |   |              |                |                |              |              |  |